# Cantonul Putanges-Pont-Écrepin
Cantonul Putanges-Pont-Écrepin este un canton din arondismentul Argentan, departamentul Orne, regiunea Basse-Normandie, Franța.

## Comune
| Comune                       | Populație (1999) | Cod poștal | Cod INSEE |
| ---------------------------- | ---------------- | ---------- | --------- |
| Bazoches-au-Houlme           | ...              | 61210      | 61028     |
| Champcerie                   | ...              | 61210      | 61084     |
| Chênedouit                   | ...              | 61210      | 61106     |
| La Forêt-Auvray              | ...              | 61210      | 61174     |
| La Fresnaye-au-Sauvage       | ...              | 61210      | 61179     |
| Giel-Courteilles             | ...              | 61210      | 61189     |
| Habloville                   | ...              | 61210      | 61199     |
| Ménil-Gondouin               | ...              | 61210      | 61265     |
| Ménil-Hermei                 | ...              | 61210      | 61267     |
| Ménil-Jean                   | ...              | 61210      | 61270     |
| Ménil-Vin                    | ...              | 61210      | 61273     |
| Neuvy-au-Houlme              | ...              | 61210      | 61308     |
| Putanges-Pont-Écrepin        | ...              | 61210      | 61339     |
| Rabodanges                   | ...              | 61210      | 61340     |
| Ri                           | ...              | 61210      | 61349     |
| Rônai                        | ...              | 61160      | 61352     |
| Les Rotours                  | ...              | 61210      | 61354     |
| Saint-Aubert-sur-Orne        | ...              | 61210      | 61364     |
| Saint-Philbert-sur-Orne      | ...              | 61430      | 61444     |
| Sainte-Croix-sur-Orne        | ...              | 61210      | 61378     |
| Sainte-Honorine-la-Guillaume | ...              | 61210      | 61408     |